# فكتور ليونغ
فكتور ليونغ (بالسويدية: Viktor Ljung)‏ هو لاعب كرة قدم سويدي، ولد في 19 أبريل 1991 في هالمستاد في السويد. لعب مع نادي هالمستاد ونادي هلسينغبورغ.

## وصلات خارجية
- فكتور ليونغ على موقع اتحاد السويد (السويدية)
- فكتور ليونغ على موقع قاعدة بيانات كرة القدم.إي يو (الإنجليزية)
- فكتور ليونغ على موقع Soccerway.com (الإنجليزية)